# Zoogamia

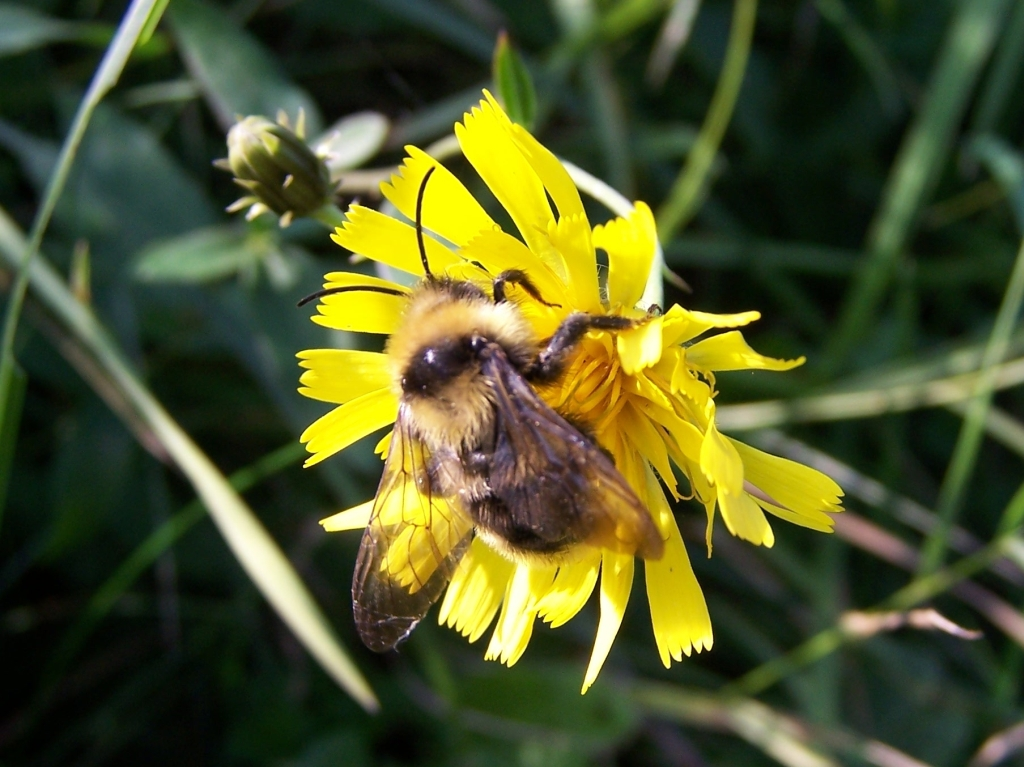
Trzmiel na kwiatku jastrzębca

Zoogamia, zoidiogamia, zwierzęcopylność – zapylenie przez zwierzęta. W ten sposób zapylanych jest większość roślin okrytonasiennych oraz część nagonasiennych. Zwykle zapylaczem są owady, ptaki lub ssaki, a tylko niekiedy inne zwierzęta. Jako zapylacza traktuje się gatunki zwierząt uczestniczące regularnie w procesie. Możliwe jest też przypadkowe zapylanie przez inne gatunki.
Rośliny wabią zwierzęta zapylające wytwarzając substancje i tkanki o atrakcyjnym smaku. Najczęściej taką substancją jest nektar, rzadziej pyłek lub elementy takie jak włoski jadalne i ciałka odżywcze. Wabienie odbywa się także poprzez wydzielanie substancji zapachowych, na które szczególnie wrażliwe są owady. Znaczenie ma również barwa kwiatu oraz jego forma. Zapach i forma nie muszą być powiązane z pożywieniem, mogą także przypominać kształt i woń partnera płciowego. Kwiaty zapylane przez nietoperze zwykle są białe i o kwaśno-zatęchłym zapachu. Kwiaty zapylane przez ptaki zwykle nie wydzielają woni. Każdy z elementów wabiących może wykazywać zmienność związaną z trybem życia gatunku zapylającego. Kwiaty mogą otwierać się o określonej porze dnia lub nocy, także produkcja nektaru i wydzielanie substancji zapachowych może być zależne od pory dnia.
Zwabione zwierzęta przenoszą na swoim ciele pyłek, zapylając kolejno odwiedzane kwiaty.
W zależności od tego, jakie zwierzęta biorą udział w zapylaniu, wyróżniane są typy zoogamii:
- entomogamia, owadopylność – zapylenie przez owady. To najczęściej występujący rodzaj zoogamii. Wśród owadów największą rolę odgrywają pszczoły.
- ornitogamia – zapylenie przez ptaki.
- chiropterogamia – zapylenie przez nietoperze. Zjawisko to występuje w krajach tropikalnych i biorą w nim udział niektóre gatunki nietoperzy odżywiających się nektarem kwiatów. Kwiaty (wyłącznie z rodzin Bombaceae i Bignoniaceae) zapylane przez nietoperze nie są barwne, rosną w łatwo dostępnych z lotu miejscach i otwierają się tylko nocą.
- malakogamia – zapylanie przez ślimaki.

Oprócz tych grup zwierząt w zapylaniu kwiatów biorą też udział niektóre ssaki, takie, jak wiewiórka, torbacze, małpy, gryzonie. Niektóre spośród tych zwierząt odżywiają się częściami kwiatów lub całymi kwiatami i odgrywają pewną rolę w ich zapylaniu, przenosząc pyłek z jednej rośliny na drugą.

## Ewolucja
Najstarsze skamieniałości roślin okrytonasiennych pochodzą z wczesnej kredy, a jednoznaczne dowody datowane są na 135 mln lat. Skamieniałości pozwalające poznać budowę kwiatów pochodzą z późnej kredy, około 90 mln lat temu. Wśród szczątków kopalnych są gatunki należące do Hamamelidaceae. Współcześnie rośliny należące do rodziny są zarówno wiatropylne, jak i owadopylne. Także budowa kwiatów określona na podstawie skamieniałości wskazuje na udział owadów w zapylaniu. Hipoteza, że zapylanie przez owady pojawiło się już we wczesnej kredzie a specjalizacja zwiększała się od połowy kredy jest powszechnie akceptowana. Zarówno obupłciowość, jak i cechy morfologiczne ustalone na podstawie szczątków kopalnych dowodzą istnienia zoogamii już w okresie kredy. Kluczową cechą umożliwiającą zapylanie przez zwierzęta wydaje się być lepkość pyłku i związane z tym tworzenie agregatów. Także szczątki owadów wspierają uznaną hipotezę. Pyłek 22% gatunków okrytonasiennych pochodzących z połowy kredy jest zbity w grudki. Znacznie mniej agregatów pyłku stwierdza się u gatunków okrytonasiennych z wczesnej kredy. Ziarna pyłku roślin zapylanych przez zwierzęta są większe i produkowane mniej licznie niż zapylanych przez wiatr czy wodę. Ich powierzchnia ma bogate urzeźbienie. Porównanie wszystkich cech wskazuje, że już w połowie kredy procent gatunków roślin okrytonasiennych zapylanych przez owady był zbliżony do stanu obecnego. Wczesne etapy ewolucji zapylania przez zwierzęta tworzyły relacje mutualistyczne lub częściowo mutualistyczne. Prawdopodobnie z nich powstały relacje mające charakter oszustwa, w których zapylacz nie otrzymuje nagrody w postaci pokarmu lub schronienia dla potomstwa. Zapylanie bez korzyści dla zapylacza stwierdzono u 7500 gatunków okrytonasiennych, z których dwie trzecie należy do Orchidaceae. Oszustwa mogą polegać na wabieniu samic, które poszukują miejsca do złożenia jaj. Kwiaty roślin wabiących w ten sposób owady mogą przypominać wyglądem i zapachem padlinę, odchody lub owocniki grzybów.